# Chuku Obama
Chuku Obama Eme (* 9. April 1980 in Äquatorialguinea), auch in der Schreibweise Chuku Obama oder kurz Chuku bekannt, ist ein ehemaliger äquatorialguineischer Fußballspieler auf der Position eines Mittelfeldspielers. Er war zuletzt für Deportivo Mongomo und die äquatorialguineische Fußballnationalmannschaft aktiv.

## Karriere

### Verein
Seine Vereinskarriere begann Chuku in seiner äquatorialguineischen Heimat, wo er ab dem Jahr 2000 im Kader des Klubs Deportivo Mongomo stand. Ob er dem Verein bereits davor angehörte, ist aus den Quellen hingegen nicht ersichtlich. Einen Titel gewann er in der Saison im Jahr 2000 mit der Mannschaft jedoch nicht. Ob er seine Karriere nach Ablauf der Saison 2000 beendete, weiterhin im Kader von Deportivo Mongomo verblieb oder zu einem anderen Verein wechselte und dort seine Karriere fortführte, ist nicht bekannt.

### Nationalmannschaft
Sein Debüt für die äquatorialguineische Fußballnationalmannschaft gab Chuku am 13. November 1999, im Freundschaftsspiel unter den damaligen Trainer Jesús Martín Dorta, gegen die Auswahl des Tschad (1:0). Zusammen mit Torwart Simón Nguema, José Ncogo und Stürmer Marcial Owono, nahm er an der Qualifikation zur Fußball-Weltmeisterschaft 2002 teil. Hier kam er sowohl bei der Niederlage im Hinspiel (1:3) als auch bei der Niederlage im Rückspiel (2:1) gegen die Mannschaft aus der Republik Kongo zum Einsatz. Das Rückspiel war gleichzeitig auch sein letzter Einsatz im Trikot der Nzalang Nacional.